# Самаритянин (фильм, 2012)
«Самаритянин» (англ. The Samaritan) — неонуарный триллер сценариста и режиссёра Дэвида Уивера, в главной роли Сэмюэл Л. Джексон. Мировая премьера состоялась 3 марта 2012 года.

## Сюжет
После 25 лет тюрьмы, мошенник Фоули (Сэмюэл Л. Джексон) выходит на свободу и желает оставить свою криминальную жизнь в прошлом. Но появляется сын его бывшего компаньона Итан (Люк Кирби), который хочет втянуть Фоули в новое дело, используя его дочь Айрис (Рут Негга).

## В ролях
- Сэмюэл Л. Джексон — Фоули[1][2]
- Люк Кёрби — Итан[2]
- Рут Негга — Айрис[2]
- Том Уилкинсон — Ксавьер[3]
- Джил Беллоуз — бармен Билл
- Аарон Пул — Джейк
- Том МакКэмус — Дикон
- Дебора Кара Ангер — Хелена
- Марта Барнс — Гретхен
- А.С. Петерсон — Миро